# کیم (رمان)
کیم (انگلیسی: Kim) رمانی است از برنده جایزه نوبل ادبیات ۱۹۰۷، رودیارد کیپلینگ که در ۱۹۰۱ و در انتشارات مک‌میلن منتشر شد. این کتاب ابتدا به‌صورت دنباله‌دار از دسامبر ۱۹۰۰ تا اکتبر ۱۹۰۱ و همین‌طور در مجله کسل از ژانویه یا نوامبر ۱۹۰۱ منتشر شد و اولین چاپ آن به‌صورت کتاب، در اکتبر ۱۹۰۱ و توسط انتشارات مک‌میلن انجام شد. داستان رمان، علیه پشت‌پرده بازی بزرگ که برخورد دو امپراتوری روسیه و بریتانیا در آسیای مرکزی بود، ساخته و پرداخته شده‌است. اصطلاح «بازی بزرگ» اولین بار در این رمان، به این برخورد و مقابله نسبت داده‌شده و عمومیت یافته و تم رقابت و فتنه‌انگیزی قدرت‌های بزرگ، معرفی شده است.
داستان پس از دومین جنگ افغانستان که در ۱۸۸۱ پایان‌یافته، آغاز می‌شود و پیش از جنگ سوم افغانستان، پایان می‌پذیرد (دوره‌ای بین سال‌های ۱۸۹۸-۱۸۹۳). رمان برای تصویر کردن مردم، فرهنگ و ادیان و مذاهب گوناگون هندوستان، مشهور است و تصویر زنده‌ای از هند، جمعیت فراوانش، ادیان و خرافات آن‌ها و زندگی در بازارها و خیابان‌ها به دست می‌دهد."
در ۱۹۹۸، کتابخانه مدرن، رتبه ۸۷ را در فهرست صد رمان برتر به انتخاب کتابخانه مدرن سده بیستم میلادی به رمان کیم اختصاص داد. در ۲۰۰۳، رمان کیم در فهرست نظرسنجی دوست‌داشتنی‌ترین رمان‌های انگلیسی بی‌بی‌سی قرار گرفت."